# دوري كرة القدم الأمريكية 1959–60
دوري كرة القدم الأمريكية 1959–60 هو موسم من دوري كرة القدم الأمريكية ‏. فاز فيه Colombo (soccer) ‏.